# KD Tun Abdul Razak
Le KD Tun Abdul Razak est un sous-marin de classe Scorpène construit pour la Marine royale malaisienne par DCNS à Cherbourg en France et Navantia à Carthagène, en Espagne. Il porte le nom de l'ancien premier ministre Abdul Razak.

## Conception et développement

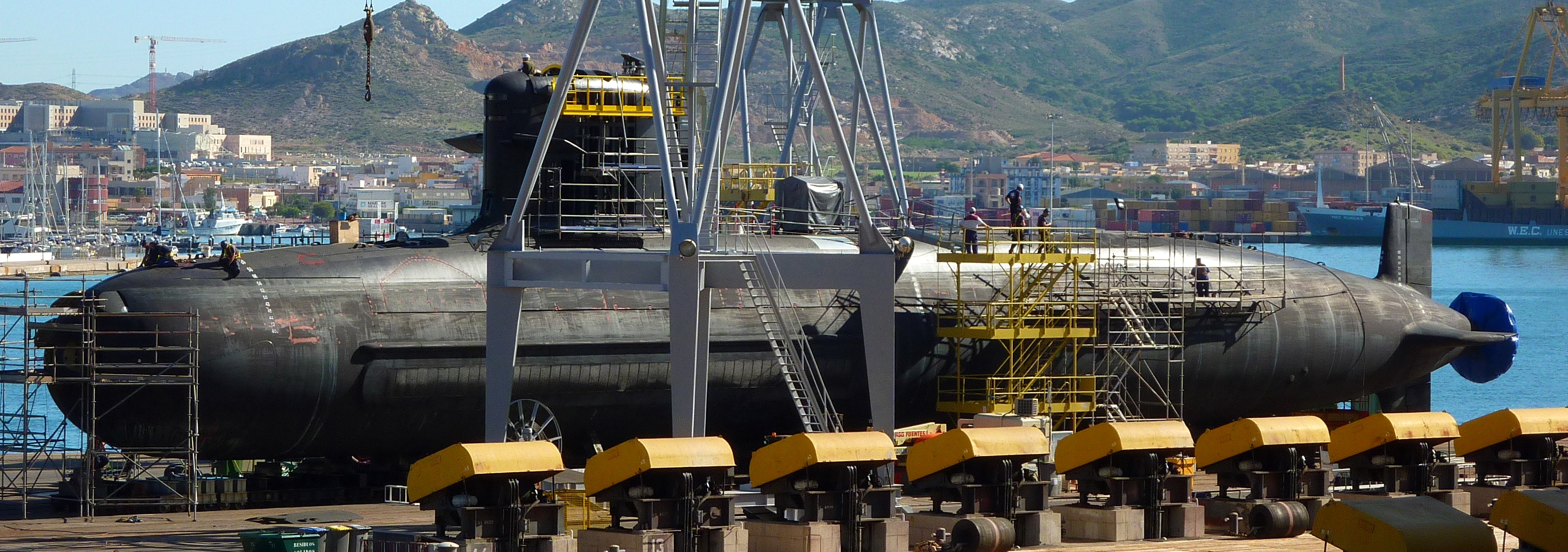
Le sous-marin de la marine malaisienne de classe Scorpène "Tun Razak" dans le chantier naval de Navantia-Cartagena (Espagne) quelques jours avant sa livraison.

En 2002, la Malaisie a commandé deux bateaux de classe Scorpion d'une valeur de 1,04 milliard d'euros . Les deux bateaux Tunku Abdul Rahman et Tun Abdul Razak ont été livré à la Marine royale malaisienne.
La classe Scorpène de sous-marins comprend quatre sous-types : [2] la version diesel-électrique conventionnelle CM-2000, le dérivé de propulsion indépendante de l'air (AIP) AM-2000, le sous-marin côtier CA-2000 réduit et le S-BR pour la marine brésilienne, sans AIP.
Il a été mis est mis en service en décembre 2009 et a été affecté à la base navale de Sepanggar, état de Sabah.